# 국제 보디빌딩 피트니스 연맹
국제 보디빌딩 피트니스 연맹(International Federation of BodyBuilding & Fitness)은 보디빌딩을 관할하는 국제 스포츠 연맹이다.

## 같이 보기
- 국제 월드 게임 협회
- 미스터 올림피아